# Derogenes abba

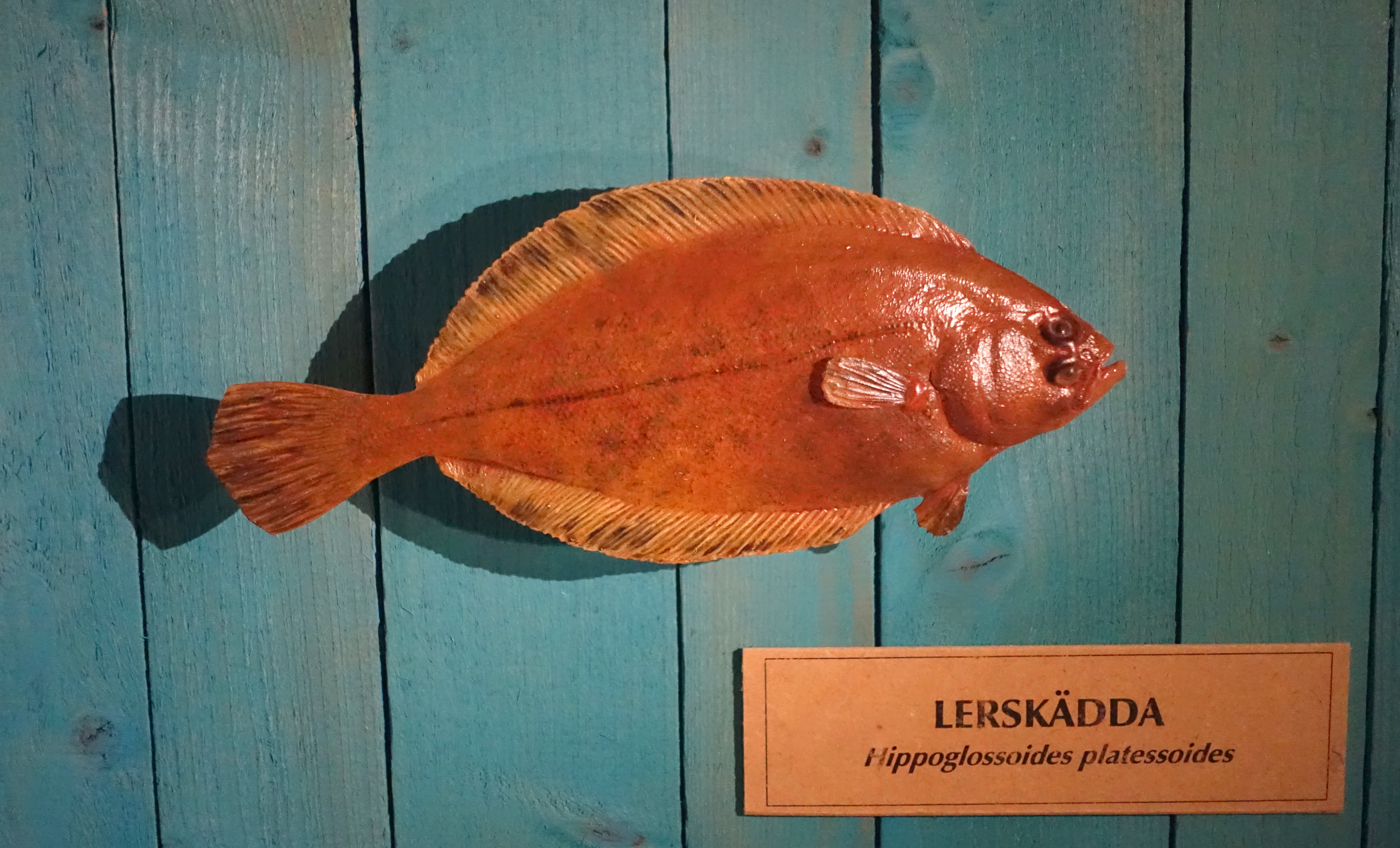
Камбала Hippoglossoides platessoides — хозяин паразита Derogenes abba

Derogenes abba (лат.) — вид паразитических трематод рода Derogenes из семейства Derogenidae. Северный Ледовитый океан. Паразитирует на рыбах.

## Этимология
Вид назван в честь шведской поп-группы ABBA, известной такими хитами, как «Dancing Queen», «Chiquitita» и «Money, Money, Money», которые служили источником развлечения для первого автора во время создания иллюстраций. Название группы — это аббревиатура первых букв их имён, расположенных в виде палиндрома.

## Описание
Относительно крупный вид рода Derogenes: длина тела около 1,5 мм, ширина около 0,4 мм (1100—1450 × 370—450 мкм). Тело коренастое, почти колбасовидное; передний и задний концы закруглены. Преоральная доля короткая. Ротовая присоска округлая. Префаринкс отсутствует. Глотка мускулистая. Пищевод короткий. Кишечник раздваивается перед синус-органом. Вентральная присоска округлая. Derogenes abba отличается от Derogenes infirmus длиной передней части тела (396—485 против 940—1170 мкм), а также несколько меньшими размерами ротовой (95—180 × 110—225 против 290—240 × 290—310 мкм) и вентральной (226—425 × 210—430 против 420—490 × 359—490 мкм) присосок. Ранее вид Derogenes abba ошибочно принимали за другой вид: Derogenes varicus.

## Распространение и хозяева
Арктические воды Великобритании (Северное море), Норвегии и России (Баренцево море, Белое море). Обнаружен в жедудке камбалы Hippoglossoides platessoides (род палтусовидные камбалы, семейство Pleuronectidae) на глубине 130 м в Северном Ледовитом океане. Первые промежуточные хозяева: брюхоногие моллюски Amauropsis islandica (Naticidae), Euspira pallida (Naticidae) и Buccinum scalariforme (Buccinidae).